# Cocculus laurifolius
Cocculus laurifolius es una especie de planta de flores perteneciente a la familia Menispermaceae, nativa de Japón y China.
Es un árbol de tamaño medio que alcanza los 12 a 18 metros de altura con una anchura de 6 a 12 metros. Forma una gran cabeza redondeada con medio o rápido crecimiento. Sus hojas son simples, largas de 18 a 40 cm de longitud dispuestas en conjuntos. Son de color verde a amarillento. Las flores que se producen en primavera son de color blanco con puntos amarillos. El fruto es una cápsula alargada que nace verde y termina de color marrón antes de su caída. 

## Nombre común
- laureola, cóculo.